# Arico Viejo
Arico Viejo es una de las entidades de población que conforman el municipio de Arico, en la provincia de Santa Cruz de Tenerife —Canarias, España—.

## Geografía
Está situado a unos cinco kilómetros de la capital municipal, alcanzando una altitud media de 952 m s. n. m., si bien el área urbana se encuentra a unos 400 m s. n. m. Posee una superficie de 31,108 km².
La localidad está formada por los núcleos diferenciados de: Arico Viejo, La Degollada, Las Eritas, El Hediondo, Lomo Polegre, Rodrigo, La Sabinita y El Tajoz.
Cuenta con una iglesia dedicada al Señor de la Cruz en el casco de Arico Viejo y una ermita en La Sabinita, un tanatorio, con el CEIP Nuestra Señora de la Luz, una biblioteca, un centro de salud, con el polideportivo Mario Pestano, con un centro cultural ubicado en el antiguo cine del barrio y otro en el núcleo de La Sabinita, varias plazas públicas y parques infantiles, así como con farmacia, gasolinera, entidades bancarias, pequeños comercios, bares y restaurantes.
Parte de su superficie se encuentra incluida en el parque natural de la Corona Forestal.

## Demografía
| Año        | 2000 | 2005  | 2010  | 2015  | 2020  |
| ---------- | ---- | ----- | ----- | ----- | ----- |
| Habitantes | 983  | 1 059 | 1 084 | 1 038 | 1 061 |

## Comunicaciones
Se accede al barrio por la carretera general del Sur TF-28 o por la carretera TF-625 procedente de la autopista del Sur TF-1.

### Transporte público
Arico Viejo cuenta con parada de taxis en la calle de La Degollada.
En autobús —guagua— queda conectado mediante las siguientes líneas de TITSA:
| Línea | Trayecto                                              | Recorrido     |
| ----- | ----------------------------------------------------- | ------------- |
| 032   | Güímar - Las Eras - La Sombrera                       | Horario/Línea |
| 034   | El Tablado - Granadilla de Abona (por Fasnia y Arico) | Horario/Línea |
| 035   | Güímar - Granadilla de Abona (por Fasnia y Arico)     | Horario/Línea |
| 036   | Güímar - Granadilla de Abona (por TF-1 y Los Roques)  | Horario/Línea |
| 039   | Güímar - Granadilla de Abona (por TF-1 y El Tablado)  | Horario/Línea |
| 430   | Granadilla - San Isidro - Villa de Arico - El Porís   | Horario/Línea |

## Fiestas
Arico Viejo celebra sus fiestas patronales en honor al Señor de la Cruz en el mes de mayo. También se celebran las fiestas en honor al Santo Hermano Pedro en el mes de abril.

## Lugares de interés
- Casa rural La Chozita
- Mirador de Polegre-Teguedite
- Zona de escalada Ortiz (La Puente)
- Circuito de cross La Cemensa